# Kuckuck Schallplatten
Kuckuck Schallplatten ist ein deutsches Musiklabel. Es wurde 1969 in München von Eckart Rahn, Mal Sondock und der ConceptData gegründet. Vorgänger war der E. R. P. Musikverlag, der am 1. April 1968 von Rahn gegründet wurde. Kuckuck gilt als das am längsten existierende deutsche Independent-Label sowie als erstes deutsches Label, das sich dem Progressive Rock widmete. Als Vertrieb dient die Deutsche Grammophon.